# Infinite (альбом Deep Purple)
Infinite — двадцятий студійний альбом британського рок-гурту Deep Purple, представлений 7 квітня 2017 року.
14 грудня 2016 року гурт оприлюднив lyric відео на композицію «Time for Bedlam» із нового альбому. Як зазначили учасники гурту, перший офіційний сингл буде представлено 20 січня 2017 року. На підтримку платівки музиканти проведуть «The Long Goodbye Tour», старт якого заплановано на травень 2017 року.

## Список композицій
| #   | Назва                 | Тривалість |
| --- | --------------------- | ---------- |
| 1.  | «Time For Bedlam»     | 4:35       |
| 2.  | «Hip Boots»           | 3:23       |
| 3.  | «All I Got Is You»    | 4:42       |
| 4.  | «One Night in Vegas»  | 3:23       |
| 5.  | «Get Me Outta Here»   | 3:58       |
| 6.  | «The Surprising»      | 5:57       |
| 7.  | «Johnny's Band»       | 3:51       |
| 8.  | «On Top of the World» | 4:01       |
| 9.  | «Birds of Prey»       | 5:47       |
| 10. | «Roadhouse Blues»     | 6:00       |

## Учасники запису
- Ієн Гіллан — вокал
- Роджер Гловер — бас-гітара
- Ієн Пейс — ударні
- Стів Морс — гітара
- Дон Ейрі — клавішні